# Chamaescilla gibsonii
Chamaescilla gibsonii är en sparrisväxtart som beskrevs av Gregory John Keighery. Chamaescilla gibsonii ingår i släktet Chamaescilla och familjen sparrisväxter. Inga underarter finns listade i Catalogue of Life.